# Clalit Health Services
Clalit Health Services es una organización de servicios de salud en Israel. Clalit (en hebreo: שירותי בריאות כללית) es la mayor de las cuatro organizaciones de servicios de salud bajo el mandato estatal de Israel, encargada de administrar los servicios de atención médica y financiar a sus miembros. Todos los ciudadanos israelíes residentes en el país deben ser miembros de uno de los cuatro proveedores de salud.

## Historia
Ampliamente conocida como Kupat Holim Clalit, se estableció en 1911 como una sociedad de ayuda mutua. Cuando se fundó el estado sionista de Israel en 1948, Clalit jugó un papel decisivo en la prestación de atención médica a la afluencia masiva de nuevos inmigrantes. Hoy en día, es el mayor proveedor de servicios de salud públicos y semiprivados de Israel. Según la ley israelí, Clalit funciona como una entidad sin ánimo de lucro. Las bases de Kupat Holim Clalit fueron sentadas por el Fondo de Salud de los Trabajadores de Judea, establecido en una convención de la Federación de Trabajadores de Judea, en diciembre de 1911. Históricamente, Clalit estuvo afiliado al movimiento laboral Histadrut. Para ser miembro de Clalit, había que afiliarse primero a la Histadrut. En enero de 1995, entró en vigor la ley de seguro médico nacional de Israel, creando un sistema de atención médica obligatoria basado en cuatro proveedores de servicios: Clalit, Leumit, Maccabi y Meuhedet. Clalit es el mayor de los cuatro fondos de salud con alrededor de 4,6 millones de miembros asegurados, lo que representa algo más de la mitad de la población israelí en 2020. Desde que entró en vigor la ley de 1995, la afiliación ha estado abierta a todos los ciudadanos y su vínculo con la Histadrut ha sido cortado.

## Servicios
Clalit gestiona su propia red de hospitales en Israel (aunque también proporciona servicios, especialmente atención de urgencia, a miembros de otros fondos nacionales de salud).  Clalit opera 14 hospitales, incluidos hospitales psiquiátricos y un hospital de rehabilitación, todos ellos afiliados a universidades. Clalit gestiona más de 1.300 clínicas de atención primaria, así como una red de farmacias y clínicas dentales. Fue uno de los primeros en adoptar la tecnología de la información sanitaria con una inversión sustancial en registros médicos electrónicos. En 2015, casi el 60% de sus consultas pediátricas se realizaron por teléfono.

## Hospitales
- Centro Médico Soroka (fundado en 1960) en Beerseba. Es el hospital más grande de la red Clalit, atiende a más de la mitad del área del Estado de Israel y a una población de un millón. Soroka es un centro de referencia para los hospitales de Barzilai y Yoseftal.

- Centro Médico Rabin - Campus Beilinson (fundado en 1938) en Petaj Tikva. Entre sus especialidades se encuentran la cirugía a corazón abierto y la neurocirugía, así como los trasplantes de corazón, hígado y riñón.

- Centro Médico Rabin - Campus Golda Meir (fundado en 1942) en Petaj Tikva.  Entre sus especialidades se encuentran el reemplazo total de articulaciones, la diálisis domiciliaria, la cirugía vascular y la investigación en hematología mediante técnicas electromicroscópicas.

- Centro Médico Lady Davis Carmel (fundado en 1967) en Haifa. Es parte del moderno Centro Médico Carmel y brinda atención médica integral a los habitantes de Haifa, sus suburbios y puntos del norte. Entre sus especialidades se encuentran sus departamentos de cardiología, cirugía cardiovascular y torácica, y su departamento de epidemiología y medicina comunitaria.

- Centro Médico HaEmek. (Fundado en 1930) en Afula. Es un hospital general que también se especializa en el tratamiento de problemas de fertilidad y reproducción.
- Centro Médico Meir (fundado en 1960) en Kfar Saba. Forma parte del Centro Médico Sapir. Se especializa en el tratamiento de enfermedades pulmonares y cirugía de columna.

- Centro Médico Kaplan (fundado en 1953) en Rejovot.

- Centro Médico Yoseftal (fundado en 1968) en Eilat. Es parte del Centro Médico Yoseftal. Es el hospital ubicado más al sur de Eretz Israel.
- Centro de Rehabilitación Herzfeld, es un centro ubicado en Gedera.